# Eutiquio Leal
Eutiquio Leal (Chaparral, 12 de diciembre de 1928-Bogotá, 13 de mayo de 1997), en realidad se llamaba Jorge Hernández Barrios, fue un escritor colombiano, fundador de los primeros talleres de literatura en Colombia. Fue profesor de la Universidad Santiago de Cali, Universidad Pedagógica Nacional, Universidad Libre (Colombia) y en la Universidad Autónoma de Colombia. En 1996 le fue concedido el doctorado Honoris Causa en la Universidad Simón Bolívar de Barranquilla.
Críticos literarios como Isaías Peña Gutiérrez y Carlos Orlando Pardo consideran a Leal como uno de los primeros en renovar la literatura colombiana, de manera especial en cuanto a procedimientos, técnicas, lenguaje, voces y modos narrativos. El mismo Pardo publicó en 1988 el libro Vida y obra de Eutiquio Leal.